# Punkt podsłoneczny
Punkt podsłoneczny – punkt na powierzchni kuli ziemskiej, nad którym w danej chwili Słońce znajduje się w zenicie. Szerokość geograficzna tego punktu równa się deklinacji Słońca, długość geograficzna odpowiada prawdziwemu czasowi Greenwich, jeżeli mowa o długości zachodniej lub jego dopełnieniu do 24 h, jeżeli mamy na myśli długość wschodnią.
Punkt ten przemieszcza się po powierzchni kuli ziemskiej ruchem składającym się z obiegu dobowego ze wschodu na zachód oraz rocznego ruchu wahadłowego pomiędzy zwrotnikami. Droga ta jest więc drogą po linii śrubowej.

## Literatura
- Flis Jan, Szkolny słownik geograficzny, WSiP 1986